# Daniele Tombolini
Daniele Tombolini (Loreto, 12 giugno 1961) è un personaggio televisivo ed ex arbitro di calcio italiano, giornalista pubblicista, enologo, opinionista sportivo.

## Biografia
Daniele Tombolini è laureato in enologia, è sposato e ha due figlie. Enologo di professione, produce Verdicchio dei Castelli di Jesi, Rosso Conero e Passerina Spumante – vini destinati prevalentemente al mercato estero – con il marchio registrato "Centounopercento" e "DANIELETOMBOLINIENOLOGO". Prima di intraprendere la carriera arbitrale, ha giocato a calcio a livello dilettantistico in Promozione Regionale. Vive a Jesi, nei pressi della zona di produzione del Verdicchio dei Castelli di Jesi, uno dei più famosi e rinomati vini bianchi italiani.
E' appassionato di giardinaggio (ha coltivato per oltre 20 anni un orto sinergico) e di cucina; nel 2018 partecipa su Sky TV a Celebrity Master Chef giungendo alla fase finale.
Da sempre cultore della corsa su strada, ha percorso la Maratona di Milano con il tempo di 3 ore e 30 minuti e la  "100 km del Passatore", ultramaratona da Firenze a Faenza,  in 13 ore.
E' Arbitro Benemerito ed attualmente è nell'organico della C.O.N. Professionisti (Commissione Osservatori Naz.le serie A, B, C). 

## Attività arbitrale
A diciotto anni Daniele Tombolini diviene arbitro della Associazione Italiana Arbitri (A.I.A.). Dopo la consueta trafila svolta nelle categorie giovanili, dilettantistiche e semiprofessionistiche, nel 1993 – all'età di 32 anni – arriva a dirigere in serie A e B.
Già al primo anno a disposizione della Commissione Arbitri Nazionale, esordisce in serie A il 23 gennaio 1994 dirigendo la partita Foggia-Lecce.
Durante 13 anni di appartenenza alla CAN, ha arbitrato 151 gare di serie A e oltre 130 gare di serie B, dirigendo praticamente tutti i derby italiani e le sfide più prestigiose che rappresentano il clou a livello nazionale. Frequenti le gare dirette in Europa e nel mondo: da rilevare la partecipazione, come unico arbitro a rappresentare l'Italia, alla XXI Universiade di Pechino del 2001, con la direzione di 5 gare di qualificazione, e quella conclusiva con la prestigiosa finale per il 3º e 4º posto, nel sentito derby asiatico tra il paese organizzatore, la Cina, e la confinante Corea. È attualmente in forza alla Sezione Arbitri di Jesi con la qualifica di Arbitro Benemerito e fa parte dell'organico della C.O.N. Professionisti (Commissione Osservatori Naz.le serie A, B, C).

## Comunicazione e televisione
In virtù del ruolo sportivo svolto, ha partecipato in qualità di relatore a incontri, stage e convegni di studio inerenti allo sport come valore sociale e di riferimento per i giovani.
Dal 2006 al 2009 ha seguito personalmente un blog e un sito web dove ha ideato e messo on line, riscuotendo un considerevole successo, un interessante gioco-test attitudinale denominato simpaticamente  “Il Quizzotto”, utile a chiunque volesse testare e affinare le proprie conoscenze tecniche delle regole del calcio in maniera semplice e divertente.
La sua immagine è stata associata alla pubblicità di marchi di rilievo nel settore della moda (Bikkembers, Lardini, Tombolini).
Numerose le partecipazioni in TV con svariati ruoli. Fuori dalle polemiche e dai consueti balletti delle moviole, la sua collaborazione è consistita infatti nel mettere a disposizione dei telespettatori l'esperienza accumulata negli anni di arbitraggio, per arricchire di contenuti tecnici, spunti di riflessione e dati statistici le trasmissioni e gli eventi sportivi dove si è trovato ad intervenire, riferendosi all'aspetto arbitrale generale e alla conoscenza specifica di ogni singolo arbitro, alle sue peculiari caratteristiche tecniche. Dopo la fortunata esperienza con Rai Sport dove ha partecipato alle trasmissioni di punta (Notti Mondiali Rai Uno, Novantesimo minuto e La Domenica Sportiva, Rai Due), ha collaborato con diverse altre emittenti televisive nelle trasmissioni relative al campionato di Serie A.
Ha scritto su diversi giornali quotidiani tra cui La Gazzetta dello Sport, il Corriere Adriatico, Il Messaggero, firmando anche delle rubriche molto apprezzate dai lettori.
Ha fatto parte per 3 stagioni del cast di "Quelli che..." al fianco del giornalista sportivo Massimo Caputi, condotto prima da Victoria Cabello e poi da Nicola Savino.
Appassionato di cucina, fa parte del cast della nota trasmissione tv Celebrity Masterchef per l'edizione del 2018, classificandosi alla fase finale.